# Постоловский, Иван Семёнович
Иван Семенович Постоловский (1891—1918) — Один из руководителей Советской власти в Сибири, председатель Сибирской ЧК, революционер, большевик. Брат Татьяны Постоловской, второй жены Павла Постышева.

## Биография
Родился 1891 году в Виннице Каменец-Подольской губернии. Член РСДРП с 1908 года.
Окончил 2-классное городское училище в г. Литине. Работал переписчиком прошений в литинской нотариальной конторе. С 1908 в РСДРП, активно занимается революционной деятельностью. С 1911 работает зав. нотариальной конторой в г. Уфе, откуда в 1914 направлен на фронт. Участник Первой мировой войны, солдат. Вел пропагандистскую работу среди солдат. В 1916 после ранения переведен в Иркутск в 9-й запасной стрелковый полк. В ноябре 1917 назначается комиссаром милиции, а в декабре — начальником штаба при милицейском комиссариате. В феврале 1918 — делегат II Общесибирского съезда Советов. Был избран членом Центросибири и назначен комиссаром юстиции Сибири. После создания 21 апреля 1918 Сибирского военного комиссариата и Чрезвычайной комиссии — Председатель Сибирской ЧК (орган Центросибири). Принимал активное участие в подавлении антисоветского подполья, восставшего в ночь с 13 на 14 июня 1918 года. После его подавления СибЧК арестовала 163 участника восстания (в том числе и ряд руководителей), остальные скрылись в окрестностях Иркутска. Часть повстанцев была предана военно-полевому суду и по его приговору расстреляна. Восстание 13—14 июня обескровило иркутское подполье, и оно не смогло уже организовать сколько-нибудь значительной акции до самого падения советской власти в Иркутске.
В июле 1918 был захвачен казаками в районе Верхоленска, в ночь на 1 августа 1918 — без суда убит белочехами и белыми офицерами в роще Царь-Девица на левом берегу Ангары вместе с чекистом А. О. Патушинским, бывшим командиром 1-й роты Забайкальского дивизиона подпрапорщиком М. Н. Яньковым, организатором добровольных красноармейских дружин в Тункинском крае Н. Ф. Карнуковым, военнопленным австрийцем Оскаром Гроссом (организатор отрядов Красной Гвардии в Барнауле), военнопленным чехом Карелом Петраком и Багдановым (инициалы неизвестны) .

## Память
27 октября 1957 года на месте братской могилы был установлен памятник.
Именем Постоловского названа улица в Иркутске в микрорайоне Первомайский.